# .ir
ir. پسوند دامنه اینترنتی کشور ایران است. مسئول ثبت دامنه‌های با این پسوند پژوهشگاه دانش‌های بنیادی (مرکز تحقیقات فیزیک نظری و ریاضیات سابق) واقع در تهران است طبق گزارش وبگاه این مرکز، تا دی ۱۴۰۲ بیش از ۱٬۶۲۰٬۰۰۰ دامنه با این پسوند در اینترنت ثبت شده‌است. سیاوش شهشهانی رئیس پیشین واحد ثبت این دامنه اینترنتی و سپس علیرضا صالح و سپس احمد شکوفنده و در حال حاضر امین صادقی رئیس فعلی این واحد است.

## پسوندهای عام این پسوند
- ac.ir: فقط برای دانشگاه‌ها یا مؤسسات آموزشی دارای مجوز رسمی از آموزش عالی ایران و تنها با ارائه مجوز رسمی و احراز هویت فرد ثبت‌کننده به عنوان نماینده یا عضو رسمی هیئت علمی مؤسسه یا دانشکده، ثبت دامنه ممکن می‌شود.
- co.ir: فقط برای شرکت‌های سهامی خاص، سهامی عام، مسئولیت محدود و تضامنی و با ارائهٔ مدارک ثبت شرکت و احراز هویت فرد ثبت‌کننده به عنوان نماینده یا عضو هیئت مدیره شرکت قابل ثبت است.
- gov.ir: فقط برای مؤسسات یا سازمان‌های دولتی و احراز هویت فرد ثبت‌کننده به عنوان نماینده یا عضو هیئت رئیسه سازمان یا مؤسسه دولتی قابل ثبت است.
- id.ir: فقط برای افراد دارای ملیت ایرانی و با ارائهٔ کارت ملی و کد پستی ۱۰ رقمی قابل ثبت است.
- net.ir: فقط برای سرویس‌دهندگان رسمی اینترنت و فقط با ارائهٔ مجوز سازمان تنظیم مقررات رادیویی، مدارک ثبت شرکت و احراز هویت فرد ثبت‌کننده به عنوان نماینده یا عضو هیئت مدیره شرکت قابل ثبت است.
- org.ir: فقط برای مؤسسات و سازمان‌های خصوصی و فقط با ارائهٔ مدارک ثبت و احراز هویت فرد ثبت‌کننده به عنوان نماینده یا عضو هیئت رئیسه سازمان یا مؤسسه خصوصی قابل ثبت است.
- sch.ir: فقط برای مدارس و با ارائهٔ مجوز آموزش و پرورش و احراز هویت مدیر مدرسه قابل ثبت است.
- . ایران: مخصوص ثبت دامنه با حروف فارسی مانند دولت.ایران که البته این دامنه‌ها فقط از طریق مرورگرهای خاصی در دسترس قرار می‌گیرند. (مانند فایرفاکس)

### روش ثبت
طبق آخرین دستورالعمل، ثبت دامنه با این پسوند فقط از طریق وبگاه رسمی آن و با ساختن شناسه در این سایت، احراز هویت و تأیید آن از طرف پژوهشگاه دانش‌های بنیادی قانونی است؛ هر دامنه فقط در مالکیت یک شخص حقیقی یا حقوقی می‌تواند باشد؛ و ثبت دامنه در هر وب‌گاهی جز آن از نظر پژوهشگاه دانش‌های بنیادی فاقد هر گونه ارزش و غیرقانونی است.
کارگزاران رسمی ثبت دامنه نیز در لیست پرداخت‌کنندگان در همان سایت درج شده‌اند. سایر ثبت‌کنندگان مستقل نیز موظف به ارائه شناسه‌ای مانند hy54-irnic شده‌اند که در زمان ثبت، شخص ثبت‌کننده می‌تواند با درج این شناسه‌ها در قسمت کارگزار آن‌ها را معرفی کند؛ در صورت عدم معرفی آن‌ها یا انتخاب یک کارگزار از لیست، خود فرد مسئول پرداخت هزینه‌های دامنه‌است. معمولاً هزینه پرداخت مستقیم ۴ برابر ثبت‌کنندگان معمولی و ۲ برابر هزینه کارگزاران رسمی است.

## آمار
آمار در تاریخ ۱۴۰۰/۰۴/۱۳
| پسوند  | تعداد دامنه‌های فعال |
| ------ | ------------------- |
| ir.    | ۱۴۸۷۲۷۸             |
| co.ir  | ۴۰۹۱                |
| ایران. | ۱۶۰۳                |
| ac.ir  | ۱۲۵۴                |
| id.ir  | ۶۳۴                 |
| org.ir | ۲۷۸                 |
| sch.ir | ۲۵۳                 |
| gov.ir | ۲۱۰                 |
| net.ir | ۲۷                  |
| مجموع  | ۱۴۹۵۶۲۸             |

## .ایران
در تاریخ ۲۳ مهرماه ۱۳۸۹، برابر با ۱۵ اکتبر ۲۰۱۰، مؤسسه آیکن پذیرش دامنه نقطه-ایران را به عنوان یک دامنه مرتبه اول اعلام کرد. فعالیت نقطه-ایران به عنوان یک دامنه مرتبه اول حداکثر تا شش ماه آینده آغاز خواهد شد.
در همین راستا، تاریخ ثبت رسمی دامنه‌های نقطه-ایران و سیاست‌های مربوط به آن متعاقباً اعلام خواهد شد. تا آن زمان ثبت دامنه‌های جدید تحت نقطه-ایران به شکل کنونی متوقف می‌شود. حقوق کسانی که در حال حاضر دارنده دامنه ثبت شده تحت نقطه-ایران هستند محفوظ می‌ماند.
متأسفانه ثبت دامنه .ایران برای مدت کمی انجام شد و پس از مشکلات به‌وجود آمده بر اثر تحریم‌ها ثبت دامنه‌های جدید در سال ۱۳۸۹ متوقف شد.